# Thelebolales
Thelebolales es un orden de hongos en la clase Leotiomycetes en la división Ascomycota. Contiene a la familia Thelebolaceae, circunscrita en 1968 por el micólogo finlandés Finn-Egil Eckblad.

## Géneros
Los siguientes 15 géneros están contenidos en Thelebolaceae, según el Outline of Ascomycota del 2007:
- Antarctomyces
- Ascophanus
- Ascozonus
- Caccobius
- Coprobolus
- Coprotiella
- Coprotus
- Dennisiopsis
- Leptokalpion
- Mycoarctium
- Ochotrichobolus
- Pseudascozonus
- Ramgea
- Thelebolus
- Trichobolus